# Дражићи
Дражићи су насељено мјесто у општини Источни Дрвар, Република Српска, БиХ. Воде се као дио насељеног мјеста Увала.

## Становништво
| Демографија- | Демографија- | Демографија- |
| Година       | Становника   | Становника   |
| ------------ | ------------ | ------------ |
| 1991.        | 0            |              |